# Рацко, Юрий Фёдорович
Расскажи-ка нам, речка Чёрная,
Как сражался отряд городской
Как в разведку шёл тропкою горною
Севастополец Юра Рацко.
Партизанские рейды ратные
 Помнит каждый палёный курган,
Здесь по-снайперски бил карателей
Наш ровесник - герой мальчуган.
Юрий Фёдорович Рацко (1929, Xабаровск — 1942, Севастополь) — пионер-герой, в 1941—1942 годах юный разведчик Севастопольского партизанского отряда — самый маленький участник севастопольского партизанского движения. Погиб в бою в 1942 году, ему было 13 лет.

## Биография
Родился в 1929 году в Хабаровске, отец — Фёдор Онуфриевич Рацко, военнослужащий; мать — Татьяна Тихоновна.
В 1934 году семья переехала в Севастополь, в июне 1941 закончил 5 классов школы № 6.
С началом Великой Отечественной войны в сентябре 1941 года вместе с отцом и матерью ушёл в партизанский отряд. Вместе с отцом ходил на боевые задания, быстро научился хорошо стрелять, стал бойцом-разведчиком в группе М. Ф. Якунина. Командиром отряда В. В. Красниковым был награждён именным пистолетом за то, что в одном из боёв незаметно зайдя в тыл противника уничтожил пулемётчика, чем помог партизанам отбить атаку немцев.
Погиб в бою 8 февраля 1942 года во время рейда на старые базы в урочище Алсу.

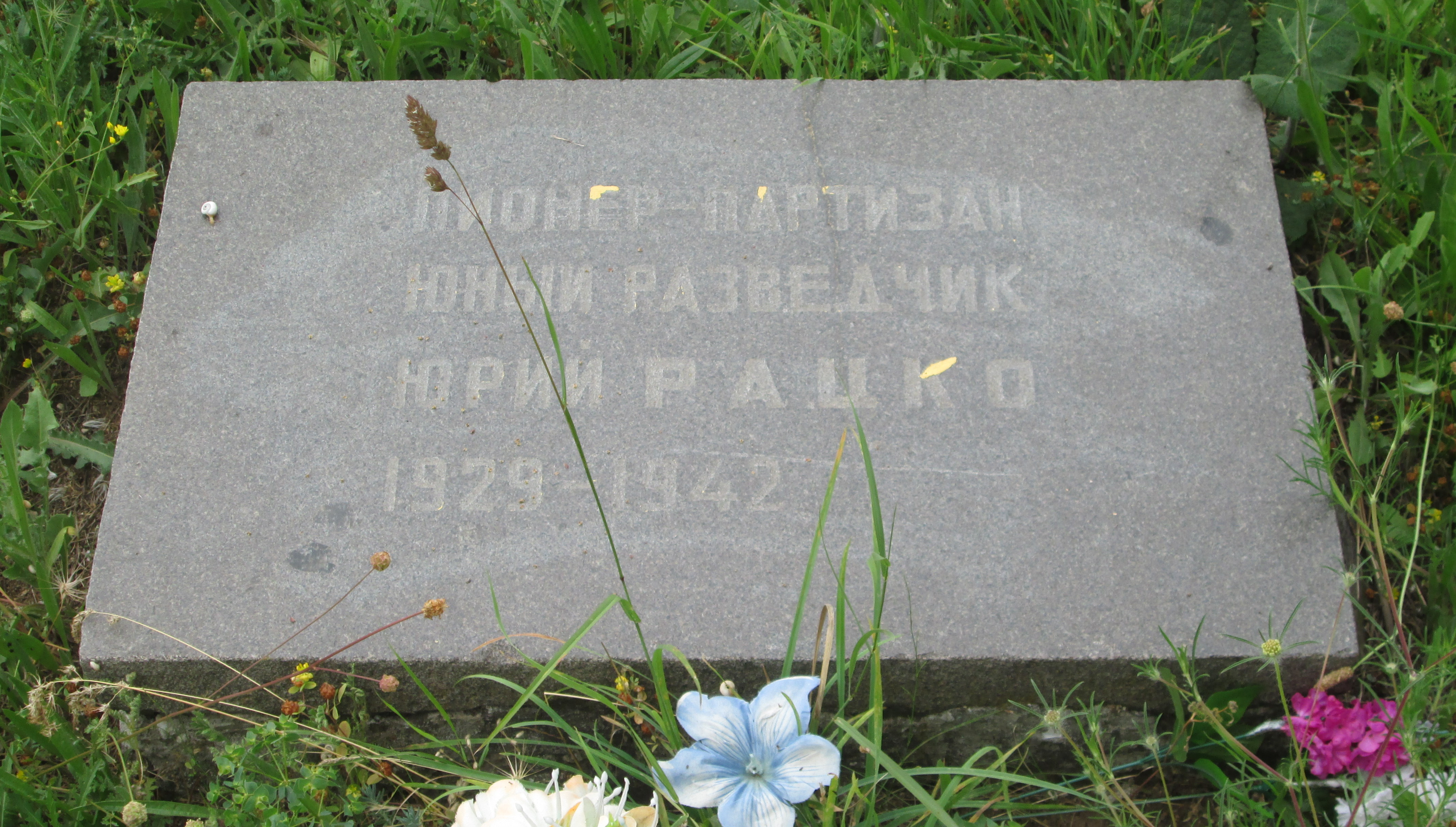
Могила Юры Рацко на Мемориальном братском кладбище советских солдат

В 1967 году были найдены останки юного героя, которые были опознаны по наградному пистолету.
Торжественно перезахоронен на Мемориальном братском кладбище советских солдат в поселке Дергачи.
Посмертно награжден медалями «За оборону Севастополя» и «За боевые заслуги».
Пистолет мальчика хранится в Музее Героической обороны Севастополя.